# Gamon Sakurai
Gamon Sakurai est un mangaka japonais né à Tokyo en décembre 1986.

## Biographie
Gamon Sakurai est un scénariste et dessinateur de manga. 
Il est auteur de la série Ajin, un seinen manga prépublié depuis juillet 2012 dans le magazine Good! Afternoon de l'éditeur Kōdansha. Douze tomes sont sortis en mai 2018. Gamon Sakurai collabore avec Tsuina Miura, toutefois son nom n'est plus crédité après le premier tome.
Ajin est nommé pour le Prix culturel Osamu Tezuka 2014.